# ルイ・クロード・カデ・ド・ガシクール
ルイ・クロード・カデ・ド・ガシクール（Louis Claude Cadet de Gassicourt, 1731年7月24日 - 1799年10月17日）は、初めて有機金属を合成したフランスの化学者である。

## 業績
彼は、酢酸カリウムと三酸化二ヒ素の反応により赤色の液体を得た。この液体は「カデの発煙液体」として知られ、カコジルと酸化カコジルの2つの構造を含む。
カデは、パリ大学の附属校にあたるコレージュ・デ・キャトル・ナシオンで学び、パリのオテル・デ・ザンヴァリッドの薬剤師となった。
1771年にルイ15世の愛妾だったマリー・テレーズ・フランソワーズ・ボワスルと結婚したが、この時点で彼女にはルイ15世との間に2歳の息子がいた。この息子はカデの養子となり、シャルル・ルイ・カデと名付けられた。